# Anambé-de-coroa
Cotinguinha-de-sobrancelha ou anambé-de-coroa (Iodopleura isabellae) é uma espécie de ave da subfamília Tityridae.
Pode ser encontrada nos seguintes países: Bolívia, Brasil, Colômbia, Equador, Peru e Venezuela.
Os seus habitats naturais são: florestas subtropicais ou tropicais húmidas de baixa altitude.